# Drake's Cakes
Drake's Cakes es una marca de postres americanos. La compañía fue fundada por Newman E. Drake en 1896 en Harlem, Nueva York como "The N.E. Drake Baking Company", pero ahora pertenece a McKee Foods. La compañía vende pasteles como snacks, entre sus productos están los Devil Dogs, Funny Bones, Coffee Cakes, Ring Dings, y Yodels. Drake's Cakes tradicionalmente se vendía en el noreste de Estados Unidos, pero desde el 2006 se expandió a las regiones del Atlántico medio y al Sureste de Estados Unidos. Los productos se realizan bajo las pautas de certificación del Orthodox Union Kosher.

## Historia

### Primeros años
La marca empezó con el nombre de The N.E. Drake Baking Company, incorporada el 14 de noviembre de 1896 en la Ciudad de Nueva York,  fundada por Newman E. Drake.  La primera pastelería estaba en Harlem en la 135th Street.
El hermano menor de Drake, Judson, trabajaba con el cuando se fundó la pastelería, y su hermano Charles, también trabajó en el negocio familiar, cuando se abrió una sucursal en Brooklyn. Judson dejó el negocio en 1898 por la compañía National Biscuit Company, donde tuvo una larga y bien reconocida carrera en gestión de panadería. Charles fue vicepresidente del negocio en Brooklyn, pero vendió sus acciones y se retiró en 1907. Hubo un momento en el que los cuatro Newman trabajaron en el negocio.
Newman Drake comenzó su aventura de emprendimiento teniendo experiencia en cocina comercial a larga escala. En 1888, trabajaba en una compañía llamada Vanderveer and Holmes Biscuit Company, y se convirtió en un vendedor que viajaba internacionalmente debido a su negocio de galletas en 1894  Durante 1893-93 viajó por negocios por Inglaterra hasta que observó pasteles finos horneados, comercialmente vendidos en supermercados, y se inspiró para llevar la idea a América